# Wahlkreis Cardiff Central (House of Commons)

Wahlkreis Cardiff Central

Cardiff Central (walisisch Canol Caerdydd) war eine Borough Constituency, ein städtischer Wahlkreis in Cardiff, Wales. Der Wahlkreis entsendet einen Abgeordneten in das Unterhaus des Parlaments des Vereinigten Königreichs.
Es gilt das Mehrheitswahlsystem. Zurzeit (2021) vertritt die Abgeordnete Jo Stevens (Labour Party) den Wahlkreis. Stevens wurde am 6. April 2020 zur Schattenministerin für Digitales, Kultur, Medien und Sport (Shadow Secretary of State for Digital, Culture, Media and Sport) ernannt.

## Die Wahlkreisgrenzen
Der Wahlkreis umfasste bzw. umfasst:
Von 1918 bis 1950 die County Borough of Cardiff Wards Canton, Cathays, Central und Riverside.
Von 1983 bis 2010 die City of Cardiff Wards Adamsdown, Cathays, Cyncoed, Pentwyn, Plasnewydd und Roath.
Von 2010 bis jetzt die Cardiff Electoral Divisions von Adamsdown, Cathays, Cyncoed, Pentwyn, Penylan und Plasnewydd.
Cardiff Central deckt das zentrale Gebiet der City of Cardiff ab. Es erstreckt sich vom Gebiet rund um das Millennium Stadium im Süden bis zum Llanishen Golf Course im Norden, wobei das Stadtzentrum und die Universität mit erfasst sind.

## Geschichte des Wahlkreises
In den 1980ern dominierten die Konservativen, jedoch wurde der konservative Kandidat bei den Wahlen seit 1997 durch Labour und die Liberaldemokraten auf den dritten Platz verwiesen. Die Liberaldemokraten eroberten den deckungsgleichen Wahlkreis für die Wahl zur Sennedd 1999 und 2003, sie siegten auch in den Kommunalwahlbezirken (Electoral Wards), in denen die Wahlen zum Cardiff Council stattfinden.
In sozialer Hinsicht ist der Wahlkreis sehr verschiedenartig. Es gibt Gebiete, die sehr wohlhabend sind, aber auch Zonen der Armut.
Im Wahlkreis wohnen viele Studenten. Anscheinend haben diese der Labour Party 1992 und 1997 zum Wahlsieg verholfen, sind danach jedoch zu den Liberaldemokraten umgeschwenkt. Die Ursache dafür waren Regierungspläne in Bezug auf die finanzielle Unterstützung von Studenten. Bei der Unterhauswahl 2015 gab es einen erneuten Stimmungsumschwung bei den Studenten angesichts von ihrer Meinung nach gebrochenen Versprechen der Liberaldemokraten in Bezug auf die Studiengebühren.
Bei der Wahlkreisreform (im Fifth Periodical Report of the Parliamentary Boundary Commission for Wales), die bei der Unterhauswahl 2010 zum Tragen kam, blieb der Wahlkreiszuschnitt unverändert.
Seit der Wahlkreis 1983 neu entstanden ist, wurde er nacheinander von Vertretern der drei wichtigsten Parteien besetzt. Die Liberaldemokraten eroberten ihn 2005, nachdem Labour ihn 13 Jahre lang gehalten hatte. Nachdem der Wahlkreis einige Jahre lang von den Konservativen dominiert war, hat er sich zum sichersten Wahlkreis für Labour entwickelt.

## Die Abgeordneten des Wahlkreises

### Die Abgeordneten von 1918 bis 1950
| Election | Election | Kandidat             | Partei               |
| -------- | -------- | -------------------- | -------------------- |
| \|       | 1918     | James Childs Gould   | Konservative         |
| \|       | 1924     | Lewis Lougher        | Konservative         |
|          | 1929     | Ernest Bennett       | Labour               |
|          | 1931     | Ernest Bennett       | National Labour      |
|          | 1945     | George Thomas        | Labour               |
|          | 1950     | Wahlkreis aufgehoben | Wahlkreis aufgehoben |

### Die Abgeordneten seit 1983
| Election | Election | Member         | Party             |
| -------- | -------- | -------------- | ----------------- |
| \|       | 1983     | Ian Grist      | Konservative      |
|          | 1992     | Jon Owen Jones | Labour            |
|          | 2005     | Jenny Willott  | Liberaldemokraten |
|          | 2015     | Jo Stevens     | Labour            |

## Wahlergebnisse

### Wahlen in den 2010ern
| Unterhauswahl 2017: Cardiff Central |                     |                      |         |      |       |
| Partei                              | Partei              | Kandidat             | Stimmen | %    | ±     |
|                                     | Labour              | Jo Stevens           | 25.193  | 62,4 | +22,4 |
|                                     | Konservative        | Gregory Stafford     | 7.997   | 19,8 | +5,1  |
|                                     | Liberaldemokraten   | Eluned Parrott       | 5.415   | 13,4 | −13,7 |
|                                     | Plaid Cymru         | Mark Hooper          | 999     | 2,5  | −2,5  |
|                                     | Grüne               | Benjamin Smith       | 420     | 1,0  | −5,3  |
|                                     | UKIP                | Mohammed Sarul-Islam | 343     | 0.8  | −5.6  |
| ungültig                            | ungültig            | ungültig             | 80      |      |       |
| Mehrheit bei                        | Mehrheit bei        | Mehrheit bei         | 17.196  | 42,6 | +29,7 |
| Wahlbeteiligung                     | Wahlbeteiligung     | Wahlbeteiligung      | 40.367  | 68,1 | +0,8  |
| Wahlberechtigt                      | Wahlberechtigt      | Wahlberechtigt       | 59.288  |      |       |
|                                     | von Labour gehalten | von Labour gehalten  | Swing   | +8,6 |       |

Von den 80 für ungültig erklärten Stimmzetteln waren:
- 59, die leer waren oder bei denen unklar war, für wen gestimmt wurde.
- 19 Stimmzetteln mit der Stimmabgabe für mehr als einen Kandidaten.
- 2 Stimmzettel waren so ausgefüllt, dass auf die Identität des Wählers geschlossen werden konnte.

| Unterhauswahl 2015: Cardiff Central |                                             |                                         |         |       |       |
| Partei                              | Partei                                      | Kandidat                                | Stimmen | %     | ±     |
|                                     | Labour                                      | Jo Stevens                              | 15.462  | 40,01 | +11,2 |
|                                     | Liberaldemokraten                           | Jenny Willott                           | 10.481  | 27,12 | −14,3 |
|                                     | Konservative                                | Richard Hopkin                          | 5.674   | 14,68 | −6,9  |
|                                     | UKIP                                        | Anthony Raybould                        | 2.499   | 6,47  | +4,4  |
|                                     | Grüne                                       | Chris Von Ruhland                       | 2.461   | 6,37  | +4,8  |
|                                     | Plaid Cymru                                 | Martin Pollard                          | 1.925   | 4,98  | +1,5  |
|                                     | Trade Unionist and Socialist Coalition TUSC | Steve Williams                          | 110     | 0,28  | −0,2  |
|                                     | unabhängig                                  | Kazimir Hubert                          | 34      | 0,09  | N/A   |
| ungültig                            | ungültig                                    | ungültig                                | 117     |       |       |
| Mehrheit bei                        | Mehrheit bei                                | Mehrheit bei                            | 4.981   | 12,9  | N/A   |
| Wahlbeteiligung                     | Wahlbeteiligung                             | Wahlbeteiligung                         | 38.646  | 67,3  | +8,2  |
| Wahlberechtigte                     | Wahlberechtigte                             | Wahlberechtigte                         | 57.456  |       |       |
|                                     | Labour Sieger vor den Liberaldemokraten     | Labour Sieger vor den Liberaldemokraten | Swing   | +12,8 |       |

Von den 117 für ungültig erklärten Wahlzetteln waren:
- 81 leere Stimmzettel oder solche, bei denen unklar war, für wen gestimmt wurde.
- 32 mit mehr als einem angekreuzten Kandidaten.
- 4 Stimmzettel, bei denen auf die Identität des Abstimmenden geschlossen werden konnte.

| Unterhauswahl 2010: Cardiff Central |                                     |                                    |        |      |       |
| Partei                              | Partei                              | Kandidat                           | Votes  | %    | ±     |
|                                     | Liberaldemokraten                   | Jenny Willott                      | 14.976 | 41,4 | −8,4  |
|                                     | Labour                              | Jenny Rathbone                     | 10.400 | 28,8 | −5,5  |
|                                     | Konservative                        | Karen Robson                       | 7.799  | 21,6 | +12,3 |
|                                     | Plaid Cymru                         | Chris Williams                     | 1.246  | 3,4  | −0,1  |
|                                     | UKIP                                | Sue Davies                         | 765    | 2,1  | +1,1  |
|                                     | Grüne                               | Sam Coates                         | 575    | 1,6  | N/A   |
|                                     | TUSC                                | Ross Saunders                      | 162    | 0,4  | N/A   |
|                                     | Official Monster Raving Loony Party | Mark Beech                         | 142    | 0,4  | N/A   |
|                                     | unabhängiger Kandidat               | Alun Mathias                       | 86     | 0,2  | N/A   |
| Mehrheit bei                        | Mehrheit bei                        | Mehrheit bei                       | 4.576  | 12,7 | −2,8  |
| Wahlbeteiligung                     | Wahlbeteiligung                     | Wahlbeteiligung                    | 36.151 | 59,1 | +0,0  |
|                                     | von den Liberaldemokraten gehalten  | von den Liberaldemokraten gehalten | Swing  | −1,4 |       |

Von den 204 für ungültig erklärten Stimmtteln waren 166 leer oder es war unklar, für wen gestimmt wurde.
Bei 38 Stimmteteln wurde die Stimme für mehr als einen Kandidaten abgegeben.